# Trichostomum carinatum
Trichostomum carinatum är en bladmossart som beskrevs av Edwin Bunting Bartram 1957. Trichostomum carinatum ingår i släktet lansettmossor, och familjen Pottiaceae. Inga underarter finns listade i Catalogue of Life.